# William McLachlan
William McLachlan é um ex-patinador artístico canadense, que competiu na dança no gelo. Com Virginia Thompson ele conquistou uma medalha de prata e uma de bronze em campeonatos mundiais, uma medalha de ouro no Campeonato Norte-Americano e foi tricampeão do campeonato nacional canadense. Com Geraldine Fenton ele conquistou duas medalhas de prata e uma de bronze em campeonatos mundiais, duas medalhas de ouro no Campeonato Norte-Americano e foi tricampeão do campeonato nacional canadense.

## Principais resultados

### Com Virginia Thompson
| Resultados                                            | Resultados       | Resultados      | Resultados        | Resultados    | Resultados    | Resultados    | Resultados    | Resultados    | Resultados    | Resultados    | Resultados    | Resultados    | Resultados    | Resultados    | Resultados    |  |
| Internacional                                         | Internacional    | Internacional   | Internacional     | Internacional | Internacional | Internacional | Internacional | Internacional | Internacional | Internacional | Internacional | Internacional | Internacional | Internacional | Internacional |  |
| Evento/Temporada                                      | 1959– 1960       | 1960– 1961      | 1961– 1962        |               |               |               |               |               |               |               |               |               |               |               |               |  |
| ----------------------------------------------------- | ---------------- | --------------- | ----------------- | ------------- | ------------- | ------------- | ------------- | ------------- | ------------- | ------------- | ------------- | ------------- | ------------- | ------------- | ------------- |  |
| Campeonato Mundial                                    | Medalha de prata |                 | Medalha de bronze |               |               |               |               |               |               |               |               |               |               |               |               |  |
| Campeonato Norte-Americano                            |                  | Medalha de ouro |                   |               |               |               |               |               |               |               |               |               |               |               |               |  |
| Nacional                                              |                  |                 |                   |               |               |               |               |               |               |               |               |               |               |               |               |  |
| Campeonato Canadense                                  | Medalha de ouro  | Medalha de ouro | Medalha de ouro   |               |               |               |               |               |               |               |               |               |               |               |               |  |
| Campeonato Britânico                                  |                  |                 | Medalha de bronze |               |               |               |               |               |               |               |               |               |               |               |               |  |
|                                                       |                  |                 |                   |               |               |               |               |               |               |               |               |               |               |               |               |  |
| Legenda: Competição não foi disputada nesta temporada |                  |                 |                   |               |               |               |               |               |               |               |               |               |               |               |               |  |

### Com Geraldine Fenton
| Resultados                                            | Resultados       | Resultados    | Resultados       | Resultados       | Resultados        | Resultados      | Resultados    | Resultados    | Resultados    | Resultados    | Resultados    | Resultados    | Resultados    | Resultados    | Resultados    |  |
| Internacional                                         | Internacional    | Internacional | Internacional    | Internacional    | Internacional     | Internacional   | Internacional | Internacional | Internacional | Internacional | Internacional | Internacional | Internacional | Internacional | Internacional |  |
| Evento/Temporada                                      | 1953– 1954       |               | 1955– 1956       | 1956– 1957       | 1957– 1958        | 1958– 1959      |               |               |               |               |               |               |               |               |               |  |
| ----------------------------------------------------- | ---------------- | ------------- | ---------------- | ---------------- | ----------------- | --------------- | ------------- | ------------- | ------------- | ------------- | ------------- | ------------- | ------------- | ------------- | ------------- |  |
| Campeonato Mundial                                    |                  |               | Medalha de prata | Medalha de prata | Medalha de bronze |                 |               |               |               |               |               |               |               |               |               |  |
| Campeonato Norte-Americano                            |                  |               | Medalha de ouro  |                  | Medalha de ouro   |                 |               |               |               |               |               |               |               |               |               |  |
| Nacional                                              |                  |               |                  |                  |                   |                 |               |               |               |               |               |               |               |               |               |  |
| Campeonato Canadense                                  | Medalha de prata |               | Medalha de prata | Medalha de ouro  | Medalha de ouro   | Medalha de ouro |               |               |               |               |               |               |               |               |               |  |
|                                                       |                  |               |                  |                  |                   |                 |               |               |               |               |               |               |               |               |               |  |
| Legenda: Competição não foi disputada nesta temporada |                  |               |                  |                  |                   |                 |               |               |               |               |               |               |               |               |               |  |